# Selfie (programa de televisão)
Selfie era um magazine semanal, inicialmente apresentado por Júlia Palha e que mostrava o melhor dos famosos.
A partir de agosto de 2019 o programa deixa de ser apresentado por Júlia Palha e passa a não ter apresentador residente, é feito pelos repórteres, Alice Alves, Pimpinha Jardim, Sérgio Ferreira e Tatiana Figueiredo.
A partir de outubro de 2019 volta a ser apresentado, desta feita três apresentadoras dão a cara pelo formato e são elas três das repórteres iniciais, Alice Alves, Pimpinha Jardim e Tatiana Figueiredo. 
Nesta mesma altura, Sérgio Ferreira deixa de colaborar com a Selfie e passa a ser repórter fixo do Você na TV!
Em janeiro de 2020 junta-se à equipa Ana Ferreira, ex apresentadora do programa 1000 à hora.

## Formato
A Selfie promete, levar até si, também através da televisão, histórias exclusivas e contadas na primeira pessoa, pelas caras que tão bem conhece.
Alice Alves, Pimpinha Jardim e Tatiana Figueiredo mostram-lhe, semanalmente, tudo sobre o mundo dos famosos e o melhor lado da vida, sem segredos. Histórias, eventos e glamour são as palavras de ordem deste programa.

## Repórteres
- Alice Alves (2018-2020)
- Ana Lúcia Matos (2018-2020)
- Pimpinha Jardim (2018-2020)
- Sérgio Ferreira (2018-2019)
- Tatiana Figueiredo (2018-2020)
- Ana Ferreira (2020)